# Pierre Parlebas
Pierre Parlebas, né le 19 février 1934 à Paris (15e arrondissement), est un sociologue français, théoricien de l'éducation physique et sportive contemporaine.

## Biographie
D’abord professeur d’éducation physique et sportive (EPS), puis professeur en école normale, puis à l’École normale supérieure d'éducation physique (ENSEP) (de 1965 à 1973), à l’INS et à l’Institut national du sport, de l'expertise et de la performance (INSEP) depuis 1975), pour enfin devenir professeur à l'Université, il développe au cours de sa démarche professionnelle un corps doctrinal sur le jeu et le sport. Il fait partie des premiers professeurs d’EPS nommés à un poste de chercheur. Docteur d’État en lettres et sciences humaines en 1984, il enseigne à l’Université Paris Descartes, en sciences sociales et mathématiques. Il est ensuite nommé à l’INSEP, responsable du laboratoire de recherche « Jeux sportifs et science de l’action motrice » puis, en 1987, devient professeur de sociologie du sport à l’université de Paris V (au LEMTAS).

## CEMÉA
Pierre Parlebas est président des CEMÉA (Centre d'entraînement aux méthodes d'éducation active) en 2011, puis président d'honneur. Il est responsable du secteur d'activité et du groupe national Jeux et pratiques ludiques. Sa pratique, en tant qu'instructeur des CEMÉA, des grands jeux de pleine nature, eux-mêmes hérités des Éclaireurs de France, est une des sources de son inspiration théorique de l'activité corporelle, dans un espace autre que celui du "sport" comme espace de  compétition. Au sein des CEMÉA, il est proche d'Albert Varier, responsable du secteur ADTS, qui vise à faire du jouet un outil de la démarche scientifique.

## Contributions scientifiques
Son travail introduit à une science de l'action motrice, une « praxéologie motrice ». Il prend ses sources dans la logique, les mathématiques, la sociométrie, la linguistique et la sémiotique à la recherche de voies de formalisation des conduites. Il milite pour faire de l'éducation physique le creuset d'une science originale et unitaire qu'il nomme "science de l'action motrice" tandis que Vigarello souhaite éclairer les conduites motrices de cadres théoriques issus de "sciences d'appuis". Ainsi, selon Parlebas « l'EPS sera scientifique ou ne sera pas ». Elle devrait être une « pédagogie des conduites motrices ». Il élabore un lexique à des fins de préciser le vocabulaire qu'il souhaite employer principalement dans l'étude des interactions motrices jouées (1981, réédition augmentée 1998). Sa thèse d'État (1984) présente une partie des outils qu'il met en œuvre dans l'étude des jeux sportifs et leur modélisation. Ces considérations l'ont amené à s'opposer théoriquement (et surtout épistémologiquement) avec Georges Vigarello au cours des années 1970,.
Dans le but de caractériser les effets recherchés au travers de celle-ci ainsi que les acquisitions qui peuvent en être attendues et à partir d'une approche structurale, Pierre Parlebas propose une classification des activités physiques construite à partir de trois critères : la présence de partenaire (s), P, d'adversaire (s), A et d'incertitude liée au milieu, I. Un jeu sportif collectif comme le football serait rangé dans la classe PA, et non I (les terrains de sports collectifs ne sont pas des espaces complexes comme un milieu naturel inconnu ou à découvrir au cours de l'activité) ; les grands jeux de pleine nature comme les contrebandiers dans la classe PAI. Chaque critère générant une partition double on obtient 8 classes d'activités. Deux expressions viennent caractériser cet espace : la « psychomotricité » est un agir en isolé, alors que la « sociomotricité » un agir en présence d'autrui.
Parmi les concepts qu'il avance, on retrouve les réseaux de communication et de contre-communication, les gestèmes et praxèmes comme classe de communication, la sociomotricité, le réseau des rôles et des sous-rôles sociomoteurs, la distance de garde, de charge, les graphes des jeux, le système des scores… 
Pierre Parlebas a développé la notion de logique interne utilisée pour l'analyse et la modélisation des activités physiques et sportives et des jeux en général.

### Textes complets de publications de Pierre Parlebas en ligne
- Articles dans Mathématiques et Sciences Humaines, (réseau, graphe, sociométrie, système des scores, analyse d'un jeu) .
- « Réseaux dans les jeux et les sports », L'Année sociologique (PUF), vol. 52, 2002/2, p. 314-349 .
- « Mathématiques, jeux sportifs, sociologie, Avant-propos », Mathematics and Social Sciences, 43rd. year, n° 170, 2005, p. 5-9 .
- « Un modèle d'entretien hyperdirectif : la maïeutique de Socrate », Revue française de pédagogie, n°51, avr.-mai-juin 1980  [PDF].
- « Le transfert d’apprentissage dans les activités physiques et sportives » avec Eric Dugas, Carrefour de l'éducation, n° 20 2005/2 .

## Ouvrages

### Livres
- Activités physiques et éducation motrice, Éditions EPS, Paris, 1990. (1re édition : 1976).
- Contribution à un lexique commenté en science de l’action motrice, 324 pages, INSEP, Paris, 1981.
- Psychologie Sociale et Théorie des Jeux. Étude de certains jeux sportifs, Thèse de Doctorat d'État (Spécialité: Lettres et Sciences Humaines), Université de Paris V et École Pratique des Hautes Études, 1984.
- Éléments de sociologie du sport, Collection Sociologies, 256 pages, PUF, Paris, 1986.
- Sport en jeux, 216 pages, CEMÉA, Paris, 1987.
- Elementos de sociologia del deporte, 251 pages, Malaga : Junta de Andalucia, 1988. (2e édition 2003).
- Sociométrie, réseaux et communication, 242 pages, PUF, Paris, 1992.
- Giochi e sport. Corpo, communicazione e creativita ludica, 240 pages, Edizioni il capitello, Torino, 1997.
- Jeux, sports et sociétés. Lexique de praxéologie motrice, INSEP, Paris, 1998,  (ISBN 2865801039).
- Juegos, deporte y sociedad - Lexico de praxiologia motriz, 502 pages, Editorial Paidotribo, Barcelona, 2001.

### Publications: ouvrages collectifs ou périodiques
- "L'éducation physique et sportive", Orientation et Premier Cycle, p. 177-197, sous la direction de Jean Delay, Bourrelier-Colin, Paris, 1973.
- "La multiplicité des techniques enseignées en EPS va-t-elle à l'encontre de l'unité de la discipline ?", Questions-Réponses sur l'éducation physique et sportive, p. 41-46, Collection science de l'éducation sous la direction de Daniel Zimmermann, Les Éditions EPS, Paris, 1977.
- "Pourquoi fait-on pratiquer le plus souvent des jeux de fédération ? Ont-ils une valeur éducative supérieure aux jeux traditionnels?", p. 87-92, Questions-Réponses sur l'éducation physique et sportive, collection science de l'éducation sous la direction de Daniel Zimmermann, Les Éditions EPS, Paris, 1977.
- "Les sports collectifs contribuent-ils à la socialisation de l'enfant ?", Questions-Réponses sur l'éducation physique et sportive, p. 146-151, collection science de l'éducation sous la direction de Daniel Zimmermann, Les Éditions EPS, Paris, 1977.
- "Les centres de vacances", p. 146-153, Le grand livre des parents, 512 pages, sous la direction du Docteur Cornelia Quarti, Bordas, Paris, 1883.
- "Problématique de l'éducation physique et sportive", p. 23-44, Psychologie des activités physiques et sportives, sous la direction de Pierre Arnaud et Gérard Broyer, Éditions Privat, Toulouse, 1985.
- "La motricité ludosportive : psychomotricité et sociomotricité", p. 353-380, Psychopédagogie des activités physiques et sportives, 420 pages, sous la direction de Pierre Arnaud et Gérard Broyer, Éditions Privat, Toulouse, 1985.
- "Dynamique de l'interaction et de la communication motrice dans les activités physiques et sportives", p. 9-29, Recherches en activités physiques et sportives. Actes des journées de la recherche en APS Aix-Marseille II, coordonné par : Michel Laurent et Pierre Therme, Édité par le Centre de Recherche de l'UEREPS, Aix-Marseille, 1985.
- "L'interaction motrice dans les sports", p. 237-246, Memento de l'éducateur sportif ; 2e degré, INSEP, Paris 1986.
- "L'univers du sport", p. 425-440, Memento de l'éducateur sportif ; 2e degré, INSEP, Paris, 1986.
- "La sociabilité de l'antagonisme dans le sport", p. 127-144, La naissance du mouvement sportif associatif en France, Textes réunis par P. Arnaud et J. Camy, 422 pages, Presses Universitaires de Lyon, 1986.
- "Dictionnaire trilingue des sciences des activités physiques et sportives", sous la direction du professeur Erich Beyer, Éditions Hofmann Verlag (collaboration pour la partie française), 1986.
- "Les universaux des jeux sportifs", p. 141-159, Actes du Colloque international : La place du jeu dans l'éducation. Histoire et Pédagogie, (sous la direction de Guy Bonhomme, Raymond Dinety, Alain Le Guiner, René Meunier), FFEPGV (Fédération française d'éducation physique et de gymnastique volontaire), Paris, 1989.
- "Le sport, fait social, in La Recherche, n°245, pages 858-869, juillet 1992.
- "Didactique et pédagogie en EPS ; enjeux et perspectives", p. 313-320, Technologie et didactique des Activités Physiques et sportives, Actes du Colloque de Strasbourg du 10-11 avril 1992, Strasbourg, 1993.
- "La mise en ordre sportive", p. 39-46, Sport, relations sociales et action collective, Actes du colloque des 14 et 15 octobre 1993 à Bordeaux, Éditions de la Maison des Sciences de l'Homme d'Aquitaine, Bordeaux, 1995.
- "Le différenciateur sémantique. Applications sociologiques", Publications de 3e cycle de l'UFR de Sciences sociales, Université Pais V, 1994.
- "L'objet de l'Éducation Physique : diversité des pratiques et de leurs effets", p. 40-46, Éducation physique scolaire, personne et société, Actes du colloque, situer l'EPS dans le monde moderne et analyser dans quelle mesure elle contribue à l'épanouissement de la personne. Édition AEEPS, Paris, mars 1997.
- "Les tactiques du corps", p. 29-43, Approches de la culture matérielle. Corps à corps avec l'objet, (Marie-Pierre Julien et Jean-Pierre Warnier), 144 pages, L'Harmattan, Paris, 1999.
- "Jeux d'enfants d'après Jacques Stella et culture ludique au XVIIe siècle", p. 321-354, À quoi joue-t-on ? Pratiques et usages des jeux et jouets à travers les âges, Colloque au festival d'histoire de Montbrison du 26 septembre au 4 octobre 1998, 552 pages, Ville de Montbrison, 1999.
- "La motricita ludico sportiva, psicomotricita e sociomotricita", Corpo e Movimento, p. 117-141, Collona "Scienza e Sport", Firenze, 2000.
- "Pratiques de terrain et enjeux théoriques", p. 255-274, Sport et sciences, coordonné par C. Collinet, PUF, Paris, 2001.
- "Une rupture culturelle : des jeux traditionnels au sport", Le sport à corps et à cris, p. 9-36, Sous la direction de Gilles Amado et Marcel Bolle de Bal, Revue internationale de psychologie, Volume IX - n°20, Éditions ESKA, printemps 2003.
- "L'élève ou le savoir", in Vers l'Éducation Nouvelle n° 512,  pages 10-12, Ceméa Paris, novembre 2003.
- "L'éducation par le sport", in Vers l'Éducation Nouvelle n° 515, pages 70-83, Ceméa Paris, janvier 2005.
- "Le destin des jeux. Héritage et filiation", p. 157 - ..., Jeux traditionnels. Quels loisirs sportifs pour la société de demain, Textes réunis par Joël Guibert et Guy Jaouen, Cahiers de l'Institut n°6, 2005
- "Cooperation and Opposition in Sports and in Traditionnal Games", p.  49-52, Tafisa Magazine ; Traditional sport and Games : New Perspectives on Cultural Heritage, TRIM & FITNESS International, Francfurt, 1/2008.
- "Santé et bien-être relationnel dans les jeux traditionnels", p. 95-101, Juegos tradicionales y salud social, Ribera del Duero, 2009.
- "Jeux sportifs traditionnels et Éducatio nnouvelle-Introduction-", in Vers l'Éducation Nouvelle n° 542, pages 24-25, Ceméa Paris, janvier 2011.
- "Les jeux traditionnels face aux sports", in Vers l'Éducation Nouvelle n° 542, pages 26-35, Ceméa Paris, janvier 2011.
- "Trio maudit ou triade féconde ? Le cas  du jeu pierre-feuille-ciseaux", in Mathématiques et Sciences Humaines n° 196, pages 5-25, Ceméa Paris, (4) 2011.
- "Jeux paradoxaux et compétition partageante", in Vers l'Éducation Nouvelle n° 542, pages 44-61, Ceméa Paris, janvier 2011.
- "Jeux sports et politique", in Vers l'Éducation Nouvelle n° 550, pages 49-63, Ceméa Paris, avril 2013.
- "Mauss et les principes d Sérendip", in L'Esprit du jeu, Revue - Jouer, donner, s'adonner-, La découverte -Revue du MAUSS -  n° 45; pages 172-188, 1er semestre 2015.
- "Peut-on enseigner le jeu", in Vers l'Éducation Nouvelle n° 555, pages 45-52, Ceméa Paris, juillet 2014.
- "Jeu est un autre", in Vers l'Éducation Nouvelle n° 561, pages 18-25, Ceméa Paris, janvier 2016.
- "Un nouveau fichier de Jeux : Jeux d'autrefois, jeux d'avenir", in Vers l'Éducation Nouvelle n° 561, pages 44-45, Ceméa Paris, janvier 2016.
- "La langue est-elle fasciste ?", in Vers l'Éducation Nouvelle n° 564, pages 44-51, Ceméa Paris, octobre 2016.
- "Le jeu faut-il partie de la culture ?", in Jeux traditionnels, sports et patrimoine culturel - cultures et éducation, pages 13-38,  L'Harmattan, Paris, 2016
- ."Le jeu faut-il partie de la culture ?", in Jeux traditionnels, sports et patrimoine culturel - cultures et éducation, pages 13-38,  L'Harmattan, Paris, 2016.
- "L'univers des jeux et des sports", in Jeux traditionnels, sports et patrimoine culturel - cultures et éducation, pages 77-104,  L'Harmattan, Paris, 2016.
- "La logique interne des jeux sportifs : classification", in Jeux traditionnels, sports et patrimoine culturel - cultures et éducation, pages 163-192,  L'Harmattan, Paris, 2016.
- "Les universaux du jeu sportif", in Jeux traditionnels, sports et patrimoine culturel - cultures et éducation, pages 229-248,  L'Harmattan, Paris, 2016.

### Publications en collaboration
- Aux quatre coins des jeux (en collaboration avec G. Guillemard, Jean-Claude Marchal, M. Parent et A. Schmitt), 184 pages, Éditions du Scarabée, Paris, 1984.
- Las quatro esquinas de los juegos, (en collaboration avec G. Guillemard, Jean-Claude Marchal, M. Parent et A. Schmitt), 183 pages, Agonos, Lerida, 1988.
- Statistiques appliquées aux activités physiques et sportives (en collaboration avec Bernard Cyffers), 362 pages, Collection Études et Formation, INSEP publications, Paris, 1992.
- La métromachie ou la bataille géométrique (en collaboration avec Michel Boutin), Board Games Studies, n°2, pages 80-103, Research School CNWS Leiden University, 1999
- Classification des jeux (en collaboration avec Michel Boutin), in Les Cahiers de l’animation no  78, Ceméa, avril 2012.
- Le défi du jeu (classification, suite du no  78) (en collaboration avec Michel Boutin), in Les cahiers de l’animation no  79, Ceméa, juillet 2012.
- .Rithmomachie, Ouranomachie et Metromachie (en collaboration avec Michel Boutin), in Art et savoir de L’Inde. « jeux indiens et originaires d’inde » Actes du colloque, Bruxelles décembre 2013. Communication présentée dans la rubrique « Autres jeux à pièces hiérarchisées », pages 169-231. Édité par : Les Éditions HEB, Haute École de Bruxelles, Chaussée de Waterloo 749, B-1180 Bruxelles, 2015.  (ISBN 978-2-9601719-1-4).

### Direction de publications (périodiques, n° spéciaux, ouvrages, films, etc.)
- Fichier de jeux sportifs, 24 jeux sans frontières, Groupe national de recherche "Jeux et Pratiques Ludiques des CEMÉA", CEMÉA, Paris, 1994.
- Éducation, langage et sociétés. Approches plurielles, 168 pages, L’Harmattan, Paris, 1997.
- Territoires et regards croisés, 200 pages, L’Harmattan, Paris, 1998.
- Le corps et le langage. Parcours accidentés, 202 pages, L’Harmattan, Paris, 1999,(1re édition 1981).
- Dossier Jeux et Sports, Vers l'Éducation Nouvelle n°494, CEMÉA, Paris, avril 2000.
- 24 jeux sans frontières, 24 fiches et livret pour l'animateur, Groupe national de recherche Jeux et Pratiques Ludiques des CEMÉA, CEMÉA, Paris, 2004.
- Jeux d'intérieur, 24 fiches et livret pour l'animateur, Groupe national de recherche "Jeux et Pratiques Ludiques des CEMÉA", CEMÉA, Paris, 2005.
- Jeux sportifs et éducation nouvelle, Vers l'Éducation Nouvelle n°542, 89 pages, CEMÉA, Paris, avril, 2011.
- Jeux du monde d'ici et d'ailleurs, 24 fiches et livret pour l'animateur, Groupe national de recherche "Jeux et Pratiques Ludiques des CEMÉA", CEMÉA, Paris, 2011.

- film : Les jeux sportifs au cœur de l'Éducation nouvelle, Groupe national de recherche "Jeux et Pratiques Ludiques des CEMÉA", CEMÉA, Paris, 2011.
- Jeux traditionnels, sports et patrimoine culturel - cultures et éducation, 310 pages, L'Harmattan, Paris, 2016.